# 26307 Friedafein
26307 Friedafein (tên chỉ định: 1998 SE163) là một tiểu hành tinh vành đai chính. Nó được phát hiện bởi dự án Nghiên cứu tiểu hành tinh gần Trái Đất Lincoln ở Socorro, New Mexico, ngày 16 tháng 9 năm 1998. Nó được đặt theo tên Frieda Rose Fein, một học sinh trung học Mỹ và lọt vào chung kết cuộc thi Regeneron Science Talent Search 2020.